# Maxette Pirbakas

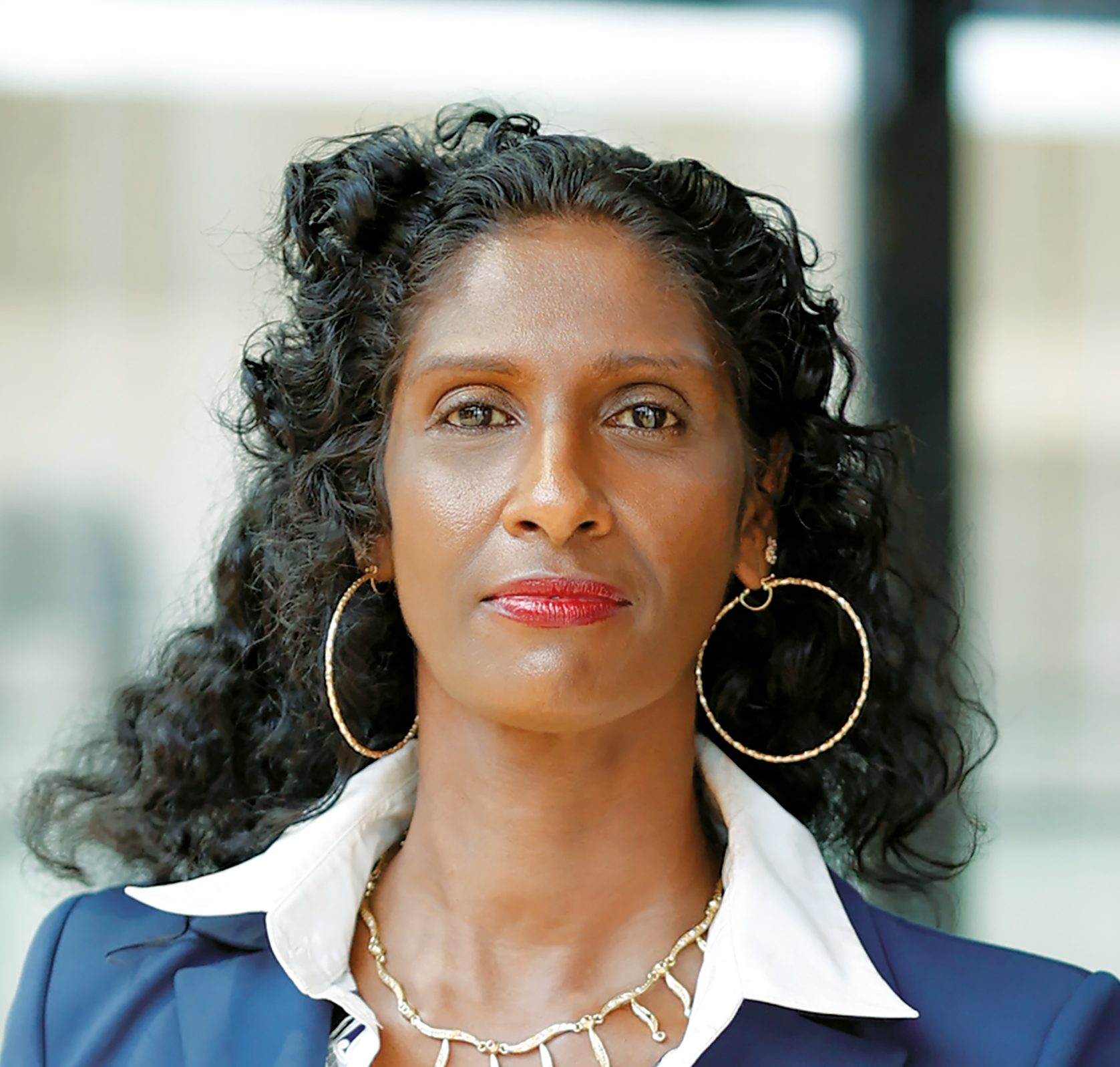
Maxette Pirbakas

Maxette Pirbakas (* 14. April 1975 in Pointe-à-Pitre) ist Bäuerin und Gewerkschafterin aus Guadeloupe und französische Politikerin. Sie wurde 2019 zum Mitglied des Europäischen Parlaments gewählt.

## Lebenslauf

### Persönliche Situation
Pirbakas wurde am 14. April 1975 in Pointe-à-Pitre geboren.
Nach dem Literaturabitur verließ sie Guadeloupe, um in Montpellier Stewardess zu werden, schloss ihre Ausbildung aber nicht ab.

### Politische Karriere
Am 17. April 2019 wurde Pirbakas vom Rassemblement National überraschend als Kandidatin für die Europawahl 2019 nominiert. Sie ersetzte dabei Christiane Delannay-Clara, ebenfalls aus Guadeloupe, die unter dem Vorwurf, über ihre bisherige politische Karriere die Unwahrheit gesagt zu haben, von der Liste gestrichen wurde. Pirbakas übernahm Delannays Kandidatur auf Position 12. Am 26. Mai 2019 wurde Pirbakas ins Europäische Parlament gewählt.
Anfang Februar 2022 trat sie aus dem Rassemblement National aus und Éric Zemmours Partei Reconquête bei. Sie trat jedoch bereits im Juli 2022 wieder aus Reconquête aus. Seither ist sie fraktionslose Abgeordnete im Europäischen Parlament.